# ヨシプ・エレズ
ヨシプ・エレズ（Josip Elez、1994年4月25日-）は、クロアチア・スプリト出身のサッカー選手。ポジションはDF。ハイドゥク・スプリト所属。

## 経歴
14歳のときにハイドゥク・スプリトのユースに加入し、トップチームに昇格すると2013年にリーグ戦3試合に出場した。
同年7月、19歳のときにイタリア1部のSSラツィオに40万ユーロで移籍した。ラツィオでは出場機会はなく、イタリア3部のFCグロッセートSSD、ハンガリーのブダペスト・ホンヴェードFC、デンマークのオーフスGFへの期限付き移籍を余儀なくされた。
2016年6月、HNKリエカへ1年間の期限付き移籍をすると、2016-17シーズンにはプルヴァHNLとフルヴァツキ・ノゴメトニ・クプの二冠獲得に貢献。翌2017年5月に買取オプションを行使してHNKリエカと2020年までの3年契約を結んだ。
2018年1月8日、ハノーファー96に買取オプション付きで期限付き移籍をした。契約期間は2017-18シーズン終了時までだが、買取オプションを行使した場合は2021年までの3年となり、その際の移籍金は300万ユーロとなる。
2021年、ハイドゥク・スプリトに復帰し、4年契約を結んだ。

## タイトル
HNKリエカ
- プルヴァHNL : 1回 (2016-17)
- フルヴァツキ・ノゴメトニ・クプ : 1回 (2016-17)

ハイドゥク・スプリト
- フルヴァツキ・ノゴメトニ・クプ : 2回 (2021-22, 2022-23)